# Entführungen von Cleveland, Ohio
Die Entführungen von Cleveland, Ohio, endeten am 6. Mai 2013. Die entführten Frauen Amanda Berry, Georgina DeJesus und Michelle Knight waren damals seit neun bzw. elf Jahren vermisst. Alle Straftaten wurden in Cleveland, Ohio, USA, von Ariel Castro begangen, der seine Opfer in seinem eigenen Haus in der 2207 Seymour Avenue gefangen hielt, misshandelte und vergewaltigte. Er wurde auch des „Mordes an ungeborenem Leben“ für schuldig befunden, weil in Folge der Misshandlungen von Michelle Knight fünf ihrer ungeborenen Kinder starben. Am 1. August 2013 wurde Castro in allen 937 Anklagepunkten für schuldig befunden und zu lebenslanger Freiheitsstrafe ohne Bewährung verurteilt.

## Opfer

### Michelle Knight
Knight wurde am 22. August 2002 entführt, als sie das Haus einer Cousine verließ. Zum Zeitpunkt ihres Verschwindens war sie 21 Jahre alt.
Am Tag ihrer Entführung wollte sie die Erziehungsberechtigung für ihren Sohn zurückerlangen, die man ihr zuvor entzogen hatte.
Sie hatte während der Zeit ihrer Gefangenschaft mindestens fünf Fehlgeburten.
Während dieser Zeit erlitt sie einen Gehörschaden auf einem Ohr, der auf Schläge in ihr Gesicht zurückzuführen ist.

### Amanda Berry
Amanda Berry wurde seit dem 21. April 2003 vermisst und war zum Zeitpunkt ihres Verschwindens 16 Jahre alt. Einen Tag nach ihrer Entführung wurde sie 17 Jahre alt. Am Tag der Entführung rief Berry ihre Schwester an und teilte ihr mit, dass sie sich von der Arbeit auf dem Heimweg befinde und eine Mitfahrgelegenheit habe. Dabei traf sie auf Castro, der ihr anbot, sie nach Hause zu bringen, und sie stattdessen entführte.

#### Berrys Kind
Im Verlauf der Entführung wurde Berry von Castro schwanger und gebar nach Zeugenaussagen am 25. Dezember 2006 eine Tochter in Castros Haus.
Bei der Geburt assistierte Michelle Knight, wobei Castro ihr mit dem Tode drohte, wenn das Kind die Geburt nicht überleben würde. Knight musste das Baby reanimieren, weil es nicht mehr atmete.
Castro verließ mit seiner und Berrys Tochter gelegentlich das Haus und besuchte seine Mutter, die von dem Kind als Großmutter angesprochen wurde.
Im Jahr 2013 zeigte er seinen erwachsenen Kindern ein Foto des in Gefangenschaft gezeugten Kindes und gab es als Tochter seiner Freundin aus.
Mittels DNA-Test wurde festgestellt, dass das Kind die Tochter von Ariel Castro ist. Er gab beim Verhör selbst an, der Vater zu sein und vom Kind „Daddy“ genannt worden zu sein.

### Georgina „Gina“ DeJesus
Gina DeJesus wurde seit dem 2. April 2004 vermisst. Zu diesem Zeitpunkt war sie 14 Jahre alt.
Sie wurde das letzte Mal an diesem Tag gesehen, als sie mit ihrer Freundin Arlene, Ariel Castros Tochter, von einem Münztelefon aus ihre Mutter anrief. Die Mädchen wollten zu DeJesus kommen, doch die Mutter war nicht einverstanden, sodass die beiden Mädchen sich trennten. Danach verlor sich Ginas Spur.

## Befreiung

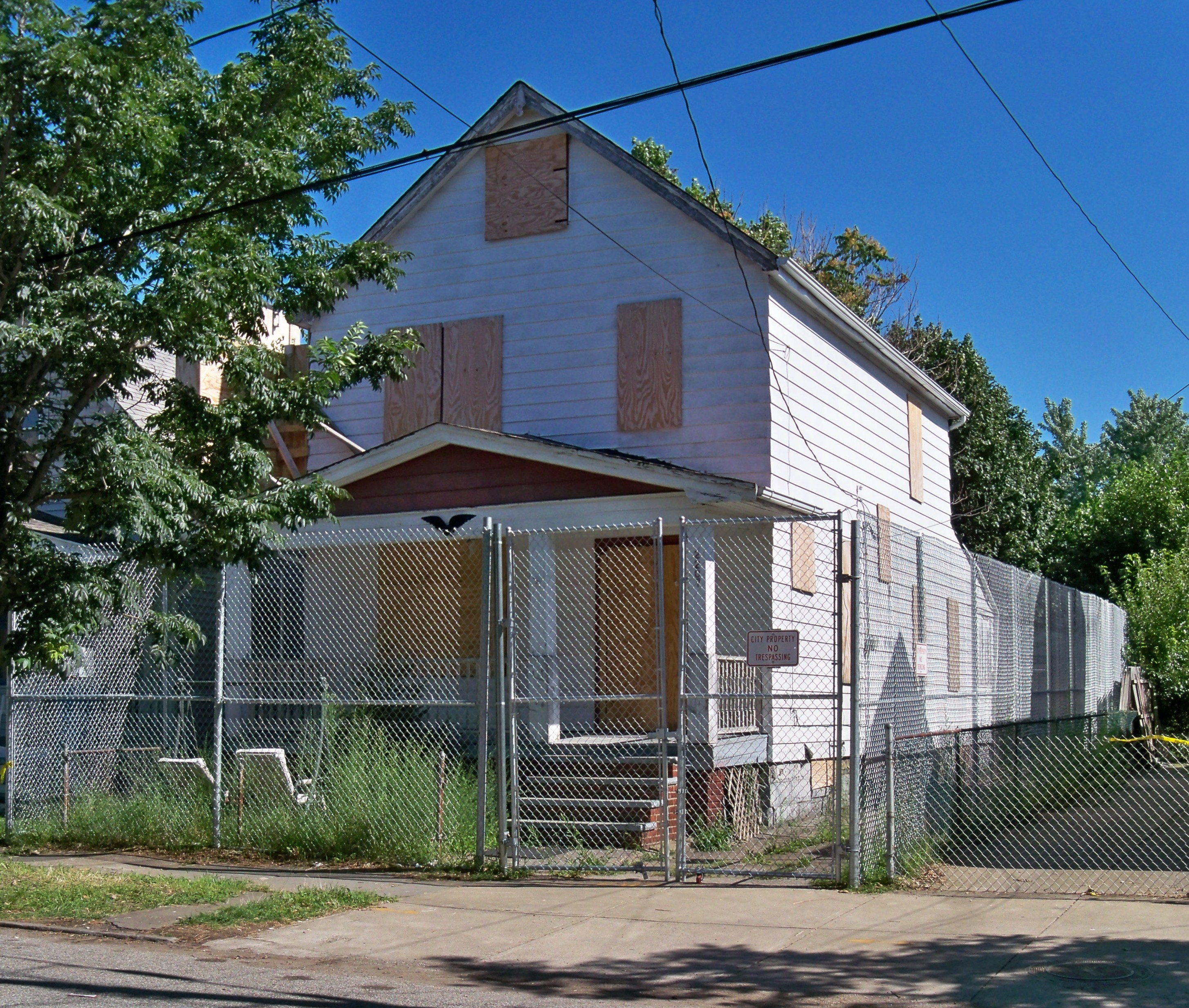
Das Haus Castros in Cleveland. Am 7. August 2013 wurde das Haus abgerissen.

Am 6. Mai 2013 konnten die drei entführten Frauen und die in Gefangenschaft geborene Tochter befreit werden. Es stellte sich heraus, dass das Haus, in dem die drei jungen Frauen jahrelang gefangen gewesen waren, nur ungefähr 8 Kilometer von den Entführungsorten der drei Opfer entfernt war.
Als Castro an diesem Tag das Haus verließ, vergaß er die innere Haustür zu verschließen.
Amanda Berry bemerkte dies, aber es gelang ihr nicht, die Tür von innen aufzubrechen. Daher rief sie um Hilfe. Nachbarn, darunter Charles Ramsey, kamen zur Hilfe, und Berry erzählte ihnen, dass sie und ihre Tochter gegen ihren Willen in dem Haus festgehalten würden. Die Polizei befreite danach Georgina DeJesus und Michelle Knight.
Alle Entführten wurden ins Krankenhaus gebracht.
Berry und DeJesus konnten die Klinik einen Tag später wieder verlassen, Knight erst am 10. Mai.
Der Hausbesitzer und Entführer Ariel Castro wurde kurz nach der Befreiung der Frauen festgenommen.

## Täter

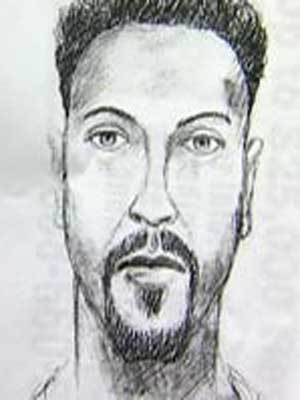
FBI-Phantombild von 2004 des Verdächtigen im DeJesus-Fall

Ariel Castro wurde am 10. Juli 1960 als eines von neun Kindern geboren.
Sein Vater Pedro immigrierte 1954 von Puerto Rico in die Vereinigten Staaten, wohnte erst in Pennsylvania und zog später nach Cleveland. Seine Mutter lebte in der Nähe.
Die Familien Castro und DeJesus lebten gemeinsam in der Cleveland-Nachbarschaft. Castro besuchte die Lincoln-West High School, die er 1979 mit einem Abschluss verließ.
Er lernte seine spätere Frau Grimilda Figueroa in den 1980er Jahren kennen, als seine Eltern ein neues Haus in ihrer Nachbarschaft bezogen.
Castro arbeitete von 1991 bis 2012 als Busfahrer für den Cleveland Metropolitan School District, fiel dort mehrfach negativ auf und wurde daher entlassen.
So fuhr er unter anderem mit dem Bus zum Mittagessen oder nach Hause, um zu schlafen.
Castro wurde vorgeworfen, seine Frau zu misshandeln, wobei sie Rippenbrüche, Nasenbein-, Arm- und Schädelbrüche erlitten hatte. 1993 wurde er wegen häuslicher Gewalt verhaftet, doch es kam nie zur Anklage. Figueroa zog 1996 aus und erwirkte das alleinige Sorgerecht für die gemeinsamen vier Kinder.

## Ermittlungen und Gerichtsverfahren

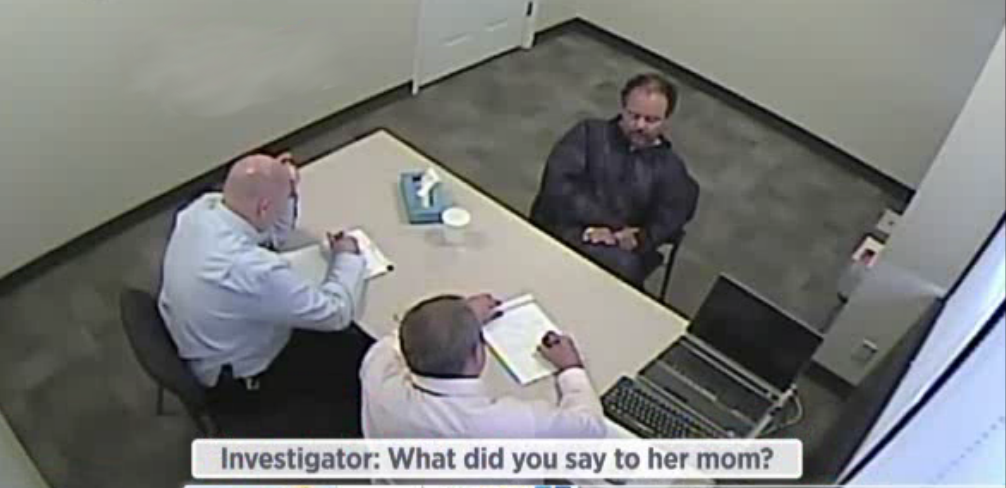
Castro wird vom FBI verhört.

Die Polizei von Cleveland suchte wegen Vorfällen, die nicht mit den entführten Frauen in Zusammenhang standen, zweimal Castros Haus auf. Da Castro nicht angetroffen wurde, gingen die Polizisten und verhörten ihn zu einem späteren Zeitpunkt an einem anderen Ort. Die Polizei bestritt, Hinweise von Nachbarn erhalten zu haben, die ungewöhnliche Aktivitäten von Castro beobachtet hatten.
Nach seiner Festnahme wurden auch zwei seiner Brüder verhaftet, die zunächst verdächtigt wurden, an den Taten beteiligt zu sein. Sie wurden drei Tage später wieder freigelassen, da sie offenkundig nichts von den Verbrechen wussten.
Knight sagte bei der Polizei aus, dass sie während der Gefangenschaft fünf Fehlgeburten gehabt habe, die darauf zurückzuführen seien, dass Castro sie in den Unterleib schlug und sie hungern ließ.
DeJesus gab im Polizeiprotokoll an, dass sie ebenfalls vergewaltigt worden sei, aber keine Schwangerschaft bemerkt habe. Die DNA von Castro wurde mit anderen, bisher ungeklärten Taten abgeglichen.
Am 9. Mai 2013 hatte Castro seinen ersten Gerichtstermin am Landgericht in Cleveland.
Die Kaution wurde pro Entführung bzw. Freiheitsberaubung auf 2 Millionen US-Dollar taxiert und belief sich auf insgesamt 8 Millionen US-Dollar.
Am 14. Mai 2013 plädierte Castro auf nicht schuldig in allen Anklagepunkten.
Am 1. August 2013 wurde er zu lebenslanger Haft verurteilt, nachdem er sich in allen 937 Anklagepunkten schuldig bekannt hatte. Am 3. September 2013 wurde er nach Suizid in seiner Zelle aufgefunden.

## Rezeption
Die Geschichte der Cleveland-Entführungen wurde 2015 von der britischen Regisseurin Alex Kalymnios verfilmt. Die Hauptrollen in dem TV-Film Cleveland Abduction (dt.: Die Cleveland-Entführung) spielen Taryn Manning (Michelle Knight) und Raymond Cruz (Ariel Castro). Pam Grier ist in einer Nebenrolle zu sehen. Der Film wurde 2015 im Rahmen der OFTA Television Awards in der Kategorie „Bester Film“ nominiert.
In Deutschland startete der Film im April 2024 auf der Online-Streaming-Plattform Netflix.
Der Film erhielt gemischte Kritiken. Auf Rotten Tomatoes erhielt er bei mehr als 250 Bewertungen einen Score von 55 %. Oliver Armknecht urteilt in seiner Rezension auf film-rezensionen.de:
Lässt man diesen True-Crime-Aspekt jedoch weg, bleibt kein übermäßig interessanter Film übrig. So unterscheiden sich die Szenen nicht merklich von den vielen anderen Geschichten rund um Männer, die Frauen entführen und als Gefangene halten. „Die Cleveland-Entführung“ verpasst es auch, den Entführungsopfern nennenswerte Charaktereigenschaften zu geben. Wo beispielsweise das mit einem Oscar ausgezeichnete „Raum“ maßgeblich auch das Porträt einer Frau war, die sich durch das Leben in Gefangenschaft änderte, bleibt das hier an der Oberfläche. Wenn beispielsweise Castro sagt, als Kind missbraucht worden zu sein, bleibt das im Raum stehen, ohne vertieft zu werden. Man kann in dem Moment nicht einmal sagen, ob es sich hierbei um einen Scherz handelt oder ernst gemeint ist.